# Stefania Bojarska
Stefania Bojarska (ur. 1896, zm. 1989) – polska Sprawiedliwa wśród Narodów Świata.

## Życiorys
Stefania Bojarska mieszkała na obrzeżach Lublina, w Bronowicach, przy ulicy Drewnianej 18. W 1941 r. straciła męża, który z zawodu był kolejarzem. W czasie wojny nawiązała kontakt z Józefem Reznikiem, który przebywał w żydowskim obozie jenieckim w Lublinie przy ul. Lipowej 7. Został on później przeniesiony do obozu na Majdanku, następnie do Borek pod Chełmem. Po udanej ucieczce z Borek Józef zwrócił się po pomoc do Bojarskiej. Stefania ukrywała Reznika w swoim domu do 20 czerwca 1944 r. Po półtora roku ukrywania, ze względu na handel z Niemcami prowadzony przez córkę Stefanii, Wandę Kopczyńską, oraz wiążące się z tym niebezpieczeństwo, Józef został poproszony o opuszczenie schronienia. Dołączył do partyzantów w Lasach Parczewskich i wrócił do Lublina po wyzwoleniu miasta w 1944 r. Zeznawał przed polsko-radziecką komisję badającą zbrodnie na Majdanku, a także wziął udział w wizji lokalnej w Borkach. W 1945 r. Pracował w Milicji Obywatelskiej oraz zawarł związek małżeński z Niną Herszman. W 1946 r. wyemigrował z Polski, kierując się przez Niemcy i Palestynę do Izraela. Wziął udział w procesie Adolfa Eichmana 1961 r. w roli świadka, a rok później w procesie w Heilbronn przeciwko oficerom Gestapo z Borek. Pozostawał w bliskim kontakcie ze Stefanią Borkowską. Przez wiele lat posyłał jej w paczkach pomarańcze.
Na podstawie świadectwa Józefa Reznika z 1964 r. Instytut Jad Waszem przyznał Stefanii Bojarskiej 21 października 2012 r. tytuł Sprawiedliwej wśród Narodów Świata. Symbolicznym znakiem wdzięczności za ocalenie życia było wręczenie jej wnuczce, Jolancie Kopczyńskiej worka pomarańczy przez Yaakova, syna Reznika. 